# R4 (reator nuclear)
R4 foi um reator nuclear construído em Marviken, a 40 km a leste da cidade de Norrköping, provavelmente na década de 1960.  
Era nessa altura o quarto reator nuclear construído na Suécia. 
Era moderado por água pesada utilizado na dupla função de gerar eletricidade com uma potência de 130MWe e a produção de plutônio. Ele teve um papel central na programa de armas nucleares sueco. 
Em meados da década de 1960, o governo social-democrata abandonou oficialmente o projeto de produzir armas nucleares suecas e o reator em Marviken foi abandonado. Ele nunca foi carregado com combustível e o projeto foi cancelado em 1970.
O salão de turbinas foi posteriormente utilizado em uma usina termoelétrica movida a petróleo, o vaso de pressão e o edifício de contenção foram posteriormente utilizados para experimentos em comportamento de reatores sob condições de acidentes.